# Mesagrion leucorrhinum
Mesagrion leucorrhinum är en trollsländeart som först beskrevs av Selys 1885.  Mesagrion leucorrhinum ingår i släktet Mesagrion och familjen Megapodagrionidae. IUCN kategoriserar arten globalt som sårbar. Inga underarter finns listade i Catalogue of Life.